# حسين الخليفة
حسين الخليفة (مواليد 20 نوفمبر 1990) هو لاعب كرة قدم سعودي يلعب حالياً في نادي الهدى .
لعب سابقاً نادي العدالة ونادي العمران ونادي الترجي ونادي مضر ونادي الهدى.

## وصلات خارجية
- حسين الخليفة على موقع Soccerway.com (الإنجليزية)